# Voo Ethiopian Airlines 409
O voo Ethiopian Airlines 409 foi um voo comercial que ligava Beirute, Líbano, à cidade de Addis Abeba, Etiópia. No dia 25 de janeiro de 2010 o Boeing 737-800 (Next Generation) que perfazia a rota, operado pela companhia Ethiopian Airlines, acidentou-se pouco depois da decolagem e caiu no Mar Mediterrâneo. Todos os 90 ocupantes da aeronave morreram.

## Avião
A aeronave envolvida, um Boeing 737-800 (Next Generation) estava registrada sob a matrícula ET-ANB, serial number 29935, foi originalmente entregue à Ryanair em 4 de fevereiro de 2002, registrada como EI-CSW. Em setembro de 2009 foi adquirida pela Ethiopian Airlines. O equipamento passou por vistoria técnica em 25 de dezembro de 2009, quando nenhum problema foi encontrado.

## Acidente
O Boeing 737 caiu no Mar Mediterrâneo pouco depois da decolagem do Aeroporto Internacional de Beirute Rafic Hariri, com 82 passageiros e 8 tripulantes a bordo. No momento da decolagem, chovia e havia vento forte em toda a região metropolitana de Beirute. O sistema METAR indicou ventos de 8 nós em todas as direções e tempestade nas proximidades do aeroporto. O avião subiu para 9000 pés antes da perda de contato com o controle, em pouco mais de 5 minutos de voo. Foi quando pessoas próximas da costa viram o avião em chamas mergulhar no mar. O voo chegaria a Addis Abeba às 7h50 (4h50 UTC).
Este foi o primeiro acidente aéreo envolvendo o aeroporto de Beirute desde 1987, quando um Boeing 707 da Middle East Airlines foi atacado a tiros após o pouso, sem mortes.
Além disso, o acidente com o voo 409 foi o primeiro com a companhia Ethiopian desde o sequestro do voo 961 em 1996, cujo Boeing 767 mergulhou no mar por falta de combustível.

## Busca e salvamento
Na manhã seguinte ao acidente (no mesmo dia), as autoridades libanesas recolheram restos e destroços nas proximidades do local da queda do avião, a cerca de 3,5 km da costa, próximo ao vilarejo de Na'ameh, 15 km ao sul de Beirute. As buscas por sobreviventes foi comandada pelo Exército Libanês com o uso de helicópteros Sikorsky S-61, pela Marinha Libanesa e pelas tropas da UNIFIL. Os Estados Unidos, em resposta ao governo libanês, enviou ajuda militar para as buscas dos restos do avião. A UNIFIL enviou 3 navios e 2 helicópteros para o local. A Royal Air Force, da Inglaterra, e a Cyprus Police, do Chipre, também colaboraram nas buscas.
Até 26 de janeiro, somente 24 mortes foram oficialmente confirmados, muito embora todas as 90 pessoas a bordo, se presume que estejam mortas. A mulher do embaixador francês em Beirute, Marla Sanchez Pietton está entre os passageiros do voo.
Os corpos identificados foram enviados para o Hospital da Universidade Rafik Hariri, em Beirute, para identificação por meio de DNA.

## Investigação
As autoridades libanesas iniciaram investigação para determinar o que causou o acidente, conjuntamente com o National Transportation Safety Board (NTSB) e a Boeing. O presidente libanês Michel Suleiman acredita que o acidente não deve ter sido causado por terrorismo. O ministro da informação do Líbano, Tarek Mitri, rebateu as afirmações de que o avião não poderia ter decolado naquelas condições meteorológicas, afirmando que as operações do aeroporto estavam normais.
O ministro dos transportes e obras públicas do Líbano Ghazi Aridi, e o ministro da defesa Elias Murr, disseram que o piloto errou ao não seguir as instruções da torre de controle. A Ethiopian Airlines enviou um grupo de 14 técnicos para colaborar nas investigações sobre o acidente; os Estados Unidos também enviaram técnicos do NTSB para ajudar no processo, que serão assistidos por técnicos do Federal Aviation Administration e da Boeing. A caixa-preta do avião, contendo dados de voz e de voo (flight data recorder e cockpit voice recorder) foi localizado em 27 de janeiro, numa profundidade de 1300m, a 10 km a oeste do aeroporto.
Antes que a caixa preta fosse recuperada, alguns especialistas em aviação especularam que o mau tempo sozinho não poderia ter derrubado o avião e sugeriu que uma falha técnica pode ter causado um incêndio em um mecanismo.
O relatório final divulgado pela Autoridade de Aviação Civil do Líbano declarou que a tripulação de voo não administrava a velocidade, altitude, posição e atitude da aeronave. As entradas de controle de voo da tripulação foram inconsistentes e isso resultou na perda de controle da aeronave. A equipe não cumpriu os princípios de gerenciamento de recursos da tripulação de apoio mútuo e verbalização de desvios e isso impediu qualquer intervenção oportuna e correção da trajetória e manobras de voo da aeronave. A companhia aérea desafiou as declarações como tendenciosas, firmemente convencido de que a aeronave experimentou uma explosão a bordo, com base em evidências de testemunhas oculares de "uma bola de fogo cair no mar", um vídeo da CCTV e a falta de informações de investigação sobre passageiros e bagagem. De acordo com os relatórios da Stratfor e os e-mails exibidos em wikileaks, vários membros sênior do Hezbollah deveriam embarcar no avião, e a sede do Hizbullah, incluindo Hassan Nasrallah, estava convencido de que o acidente foi o resultado de um ato de sabotagem pelo Mossad israelense.

## Passageiros e tripulantes
Ethiopian Airlines divulgou a seguinte nota, com a nacionalidades dos ocupantes da aeronave:
| País       | Passageiros | Tripulantes | Total |
| ---------- | ----------- | ----------- | ----- |
| Líbano     | 51          | -           | 51    |
| Etiópia    | 23          | 8           | 31    |
| Inglaterra | 2           | -           | 2     |
| Canadá     | 1           | -           | 1     |
| França     | 1           | -           | 1     |
| Iraque     | 1           | -           | 1     |
| Rússia     | 1           | -           | 1     |
| Síria      | 1           | -           | 1     |
| Turquia    | 1           | -           | 1     |
| Total      | 82          | 8           | 90    |